# Лёмин, Алексей Викторович
Алексей Викторович Лёмин (род. 11 сентября 1975 года, Парная, Шарыповский район, Красноярский край, РСФСР) — российский политический и муниципальный деятель. Глава города Абакана с 25 декабря 2019 года.

## Биография

### Образование
В 1997 году окончил c отличием Красноярский государственный аграрный университет по специальности «инженер-землеустроитель». 
В 2007 году окончил аспирантуру Байкальского государственного университета экономики и права по специализации «региональная экономика». Имеет ученую степень кандидата экономических наук. 
С 2019 года обучался в Российской академии народного хозяйства и государственной службы (РАНХиГС). Летом 2023 года получил красный диплом бакалавра социальных наук на торжественной приёме в Кремле.
Является председателем государственной аттестационной комиссии ХГУ им. Н. Ф. Катанова по специальности «государственное и муниципальное управление».

### Карьера
После Красноярского аграрного университета Алексей Лёмин был принят в департамент градостроительства, архитектуры и землеустройства администрации Абакана на должность специалиста 1 категории. В августе 2000 года его назначили на должность заместителя, затем — первого заместителя начальника департамента.
С января 2009 года заместитель главы города, начальник департамента градостроительства, архитектуры и землеустройства.
На досрочных выборах главы Абакана, прошедших 22 декабря 2019 года (после гибели прежнего главы города Николая Генриховича Булакина), Алексей Лёмин как кандидат от «Единой России» набрал большинство голосов (87,16 %).
25 декабря 2019 года получил удостоверение главы города Абакана. По итогам работы вошёл в число 25 лучших мэров России за первое полугодие 2020 года.

### Награды
В 2004 году стал лауреатом премии председателя правительства Республики Хакасия. Имеет почётную грамоту Главы города Абакана (2015) и почётную грамоту Министерства транспорта и дорожного хозяйства Республики Хакасия (2019).

### Личная жизнь
Женат, воспитывает дочь.
Является основателем и президентом хакасского регионального общественного объединения «Федерация лыжных гонок». Имеет звание КМС по лыжным гонкам.